# Lithops
Lithops là chi thực vật có hoa trong họ Aizoaceae. Được gọi bằng một số tên như sinh thạch, ngọc đầu thạch, sen đá, xương rồng, thạch lan, hoa đá, hoa sỏi v.v.

## Các loài
- Lithops aucampiae L. Bolus
- Lithops bromfieldii L. Bolus
- Lithops coleorum S.A. Hammer & Uijs
- Lithops comptonii L. Bolus
- Lithops dinteri Schwantes
- Lithops divergens L. Bolus
- Lithops dorotheae Nel
- Lithops francisci N.E. Br.
- Lithops fulviceps N.E.Br.
- Lithops gracilidelineata Dinter
- Lithops hallii de Boer
- Lithops helmutii L. Bolus
- Lithops herrei L. Bolus
- Lithops julii N.E. Br.
- Lithops karasmontana N.E.Br.
  - Lithops karasmontana var. aiasensis (de Boer) D.T. Cole
- Lithops lesliei (N.E. Br.) N.E. Br.
- Lithops localis Schwantes
- Lithops marmorata N.E.Br.
- Lithops meyeri L. Bolus
- Lithops olivacea L. Bolus
- Lithops optica N. E. Br. Forma Optica
- Lithops otzeniana Nel
- Lithops pseudotruncatella N.E.Br.
- Lithops ruschiorum N.E.Br.
- Lithops salicola L. Bolus
- Lithops steineckeana Tischer
- Lithops vallis-mariae N.E.Br.
- Lithops verruculosa Nel
- Lithops villetii L. Bolus
- Lithops viridis C.A. Lückh.
- Lithops werneri Schwantes & H. Jacobsen

## Hình ảnh

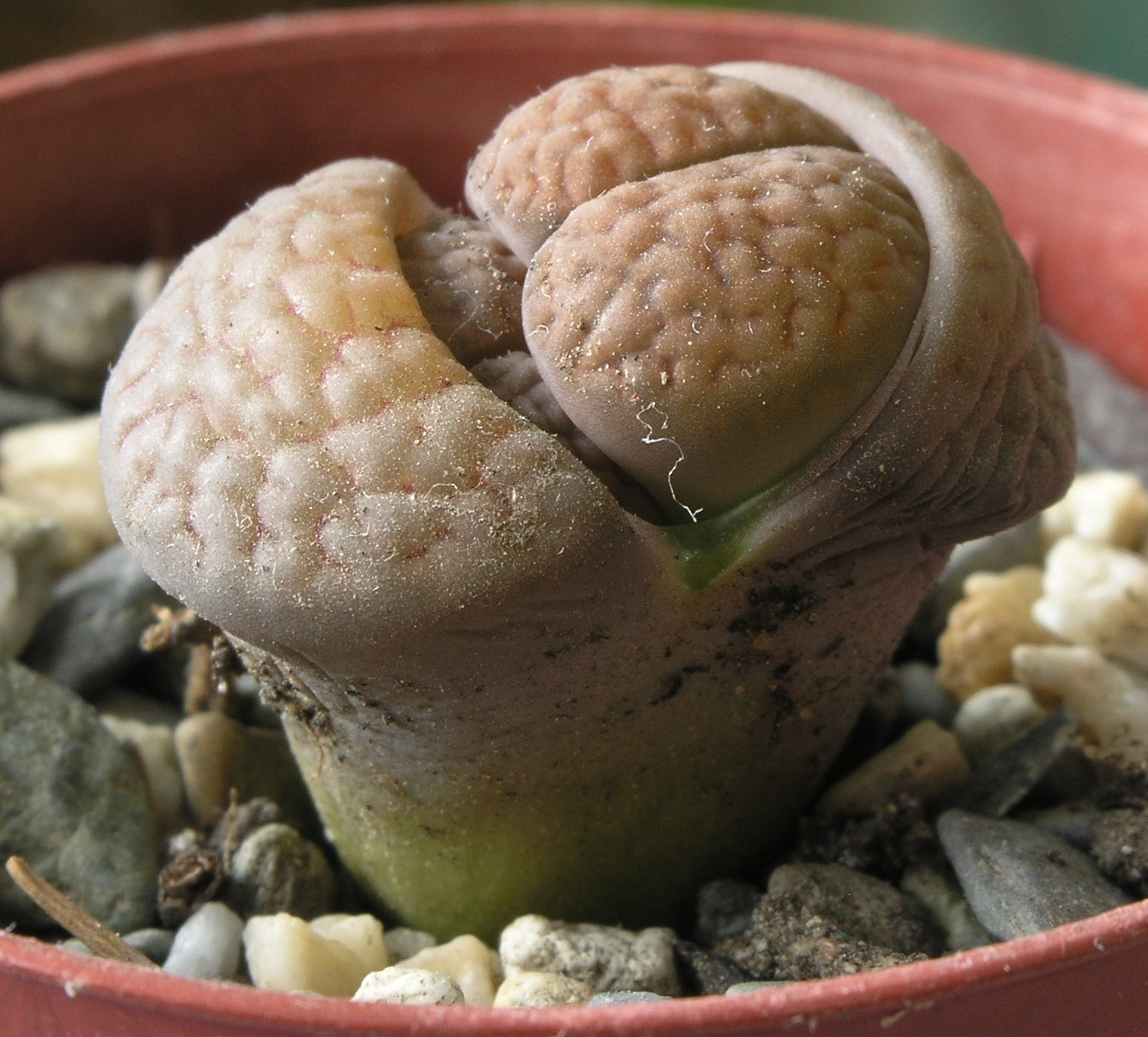
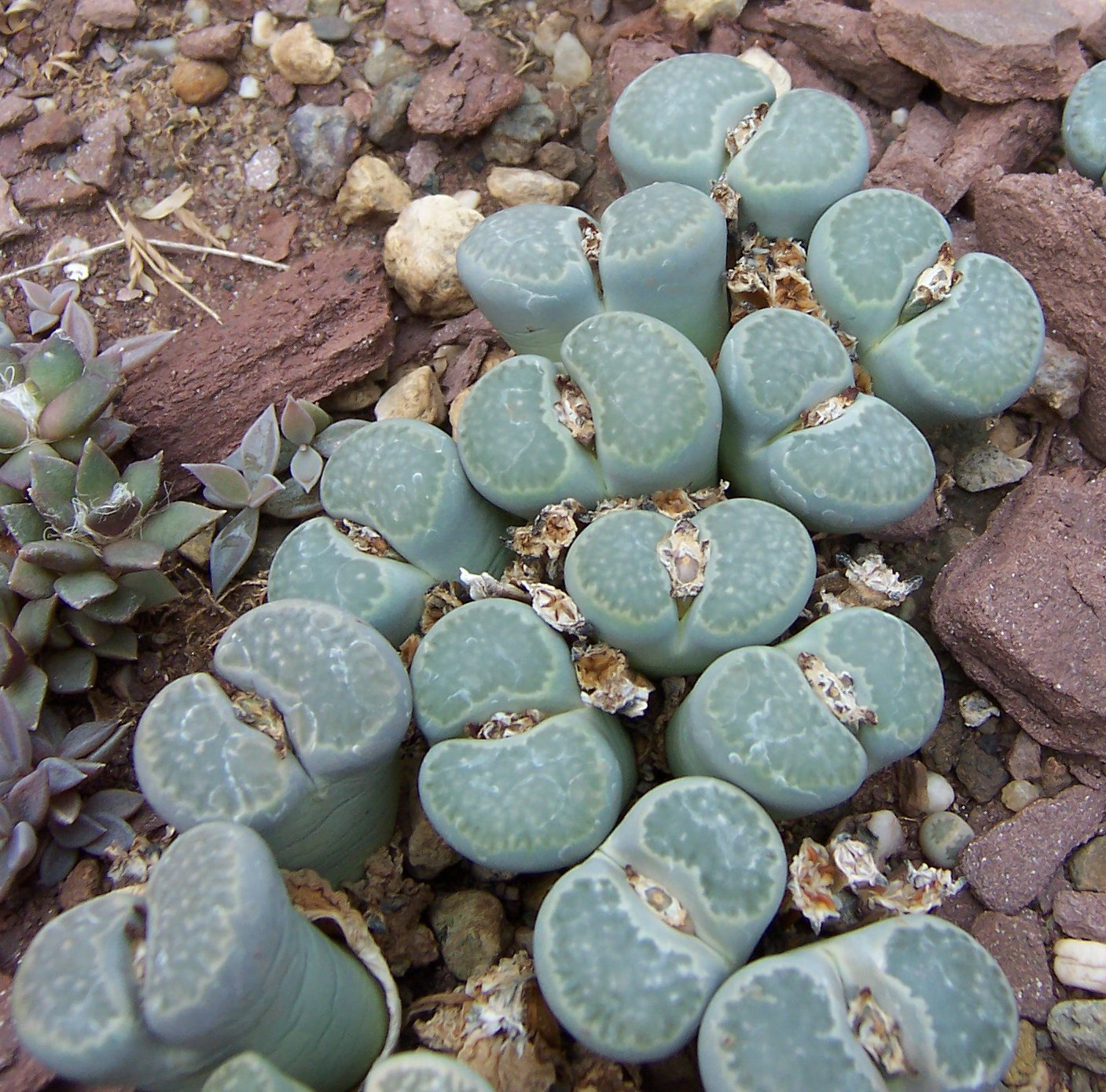
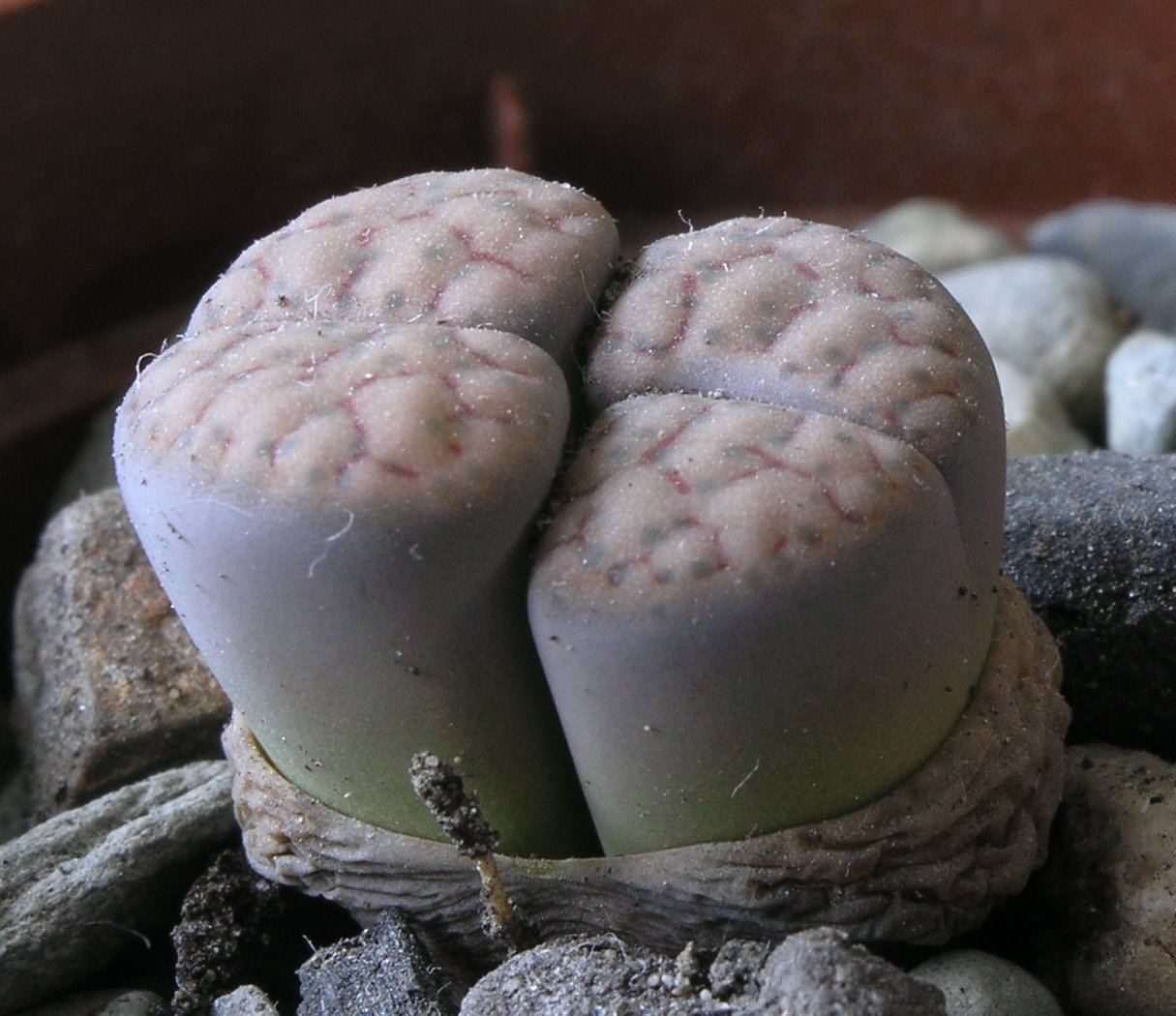